# باري أنشودة سودان
باري أنشودة سَودان، رواية صدرت في 2017  عن دار تويا للنشر والتوزيع، للكاتب إبراهيم أحمد عيسى روائي مصري وباحث في التاريخ وُلد بمدينة الإسكندرية في الخامس من يونيو عام 1984، توجت الرواية بجائزة كتارا للرواية العربية عن فئة الروايات المنشورة 2018.

## ملخص الرواية
"باري أنشودة سَودان" تأخذنا في رحلة مشوقة إلى إمارة باري في جنوب إيطاليا خلال القرن التاسع الميلادي. تركز الرواية على الأمير سودان الماوري، الذي يتطلع لنشر الإسلام في أرجاء أوروبا بروح المجاهد والمحب للعدالة.
تتشابك الأحداث المثيرة والصراعات المعقدة في إطار قصة حب عميقة بين سودان وماريا. تتميز القصة بسرد جذاب ووصف دقيق للزمان والمكان، حيث يظهر التنوع الثقافي والصراعات الدينية التي عاشها جنوب إيطاليا في تلك الحقبة.
من خلال تناوب الحب والحرب، تتطرق الرواية إلى تحديات القلوب وصراعات العقل، وترسم لوحة تاريخية ملحمية تجمع بين العاطفة والمصير. يشد القارئ إلى عوالم مختلفة مع شخصياتها المعقدة ويشعر بتأثير الأحداث الصاخبة والتطورات الدرامية.
في ختامها، تترك "باري أنشودة سَودان" أثراً عميقاً بفضل روحها الرومانسية والتاريخية المتقنة، وتظل صداها حاضرًا في ذاكرة القارئ مع نهاية مثيرة ومؤثرة.

## جوائز
توجت الرواية بجائزة كتارا للرواية العربية في فئة "الروايات المنشورة" 2018.